# The Basement Tapes
The Basement Tapes je studiové album Boba Dylana a skupiny The Band. Album vyšlo 26. června 1975 u Columbia Records.

## Seznam skladeb
| Strana 1 | Strana 1                                 | Strana 1          | Strana 1 |
| Pořadí   | Název                                    | Autor             | Délka    |
| -------- | ---------------------------------------- | ----------------- | -------- |
| 1.       | Odds and Ends                            | Bob Dylan         | 1:47     |
| 2.       | Orange Juice Blues (Blues for Breakfast) | Richard Manuel    | 3:39     |
| 3.       | Million Dollar Bash                      | Dylan             | 2:32     |
| 4.       | Yazoo Street Scandal                     | Robbie Robertson  | 3:29     |
| 5.       | Goin' to Acapulco                        | Dylan             | 5:27     |
| 6.       | Katie's Been Gone                        | Manuel, Robertson | 2:46     |

| Strana 2 | Strana 2            | Strana 2              | Strana 2 |
| Pořadí   | Název               | Autor                 | Délka    |
| -------- | ------------------- | --------------------- | -------- |
| 1.       | Lo and Behold       | Dylan                 | 2:46     |
| 2.       | Bessie Smith        | Rick Danko, Robertson | 4:18     |
| 3.       | Clothes Line Saga   | Dylan                 | 2:58     |
| 4.       | Apple Suckling Tree | Dylan                 | 2:48     |
| 5.       | Please Mrs. Henry   | Dylan                 | 2:33     |
| 6.       | Tears of Rage       | Dylan, Manuel         | 4:15     |

| Strana 3 | Strana 3                               | Strana 3          | Strana 3 |
| Pořadí   | Název                                  | Autor             | Délka    |
| -------- | -------------------------------------- | ----------------- | -------- |
| 1.       | Too Much of Nothing                    | Dylan             | 3:04     |
| 2.       | Yea! Heavy and a Bottle of Bread       | Dylan             | 2:15     |
| 3.       | Ain't No More Cane                     | traditional       | 3:58     |
| 4.       | Crash on the Levee (Down in the Flood) | Dylan             | 2:04     |
| 5.       | Ruben Remus                            | Manuel, Robertson | 3:16     |
| 6.       | Tiny Montgomery                        | Dylan             | 2:47     |

| Strana 4 | Strana 4                | Strana 4     | Strana 4 |
| Pořadí   | Název                   | Autor        | Délka    |
| -------- | ----------------------- | ------------ | -------- |
| 1.       | You Ain't Goin' Nowhere | Dylan        | 2:42     |
| 2.       | Don't Ya Tell Henry     | Dylan        | 3:13     |
| 3.       | Nothing Was Delivered   | Dylan        | 4:23     |
| 4.       | Open the Door, Homer    | Dylan        | 2:49     |
| 5.       | Long Distance Operator  | Dylan        | 3:39     |
| 6.       | This Wheel's on Fire    | Danko, Dylan | 3:52     |

## Sestava
- Bob Dylan – kytara, piáno, zpěv
- Levon Helm – bicí, mandolína, baskytara, zpěv
- Garth Hudson – varhany, harmonika, clavinet, piáno, tenorsaxofon
- Richard Manuel – bicí, piáno, harmonika, zpěv
- Robbie Robertson – kytara, bicí, zpěv
- Rick Danko – baskytara, mandolína, zpěv